# Jaroslav Krejčí
Jaroslav Krejčí (27. června 1892 Křemenec na Moravě – 18. května 1956 Praha) byl československý právník a politik, druhý předseda československého ústavního soudu a později předseda protektorátní vlády.

## Život

### Rakousko a první republika
Absolvoval gymnázium v Uherském Hradišti a poté Právnickou fakultu Univerzity Karlovy v Praze, kde roku 1916 získal titul doktora práv. V letech 1918 až 1920 působil na zemské politické správě v Brně, později jako vrchní odborový rada v prezidiu ministerské rady (úřadu vlády) v Praze. Od roku 1921 až do roku 1938 byl činný jako tajemník ústavního soudu. Roku 1928 se stal členem českého zemského zastupitelstva, roku 1936 zástupcem prezidia ministerské rady v Právní radě.
Téhož roku se stal na Právnické fakultě Masarykovy univerzity v Brně soukromým docentem pro obor ústavního práva, o dva roky později byl jmenován mimořádným profesorem. Ve své době patřil k nejuznávanějším československým odborníkům na ústavní právo, patřil mezi stoupence brněnské právní školy. Ve svých dílech se zaměřoval na vztahy jednotlivých státních mocí, zvláště reflektoval postavení ústavního soudu, postupně však rezignoval na čistý konstitucionalismus a obhajoval zmocňovací zákony přenášející pravomoci parlamentu na vládu.

### Druhá republika a protektorát

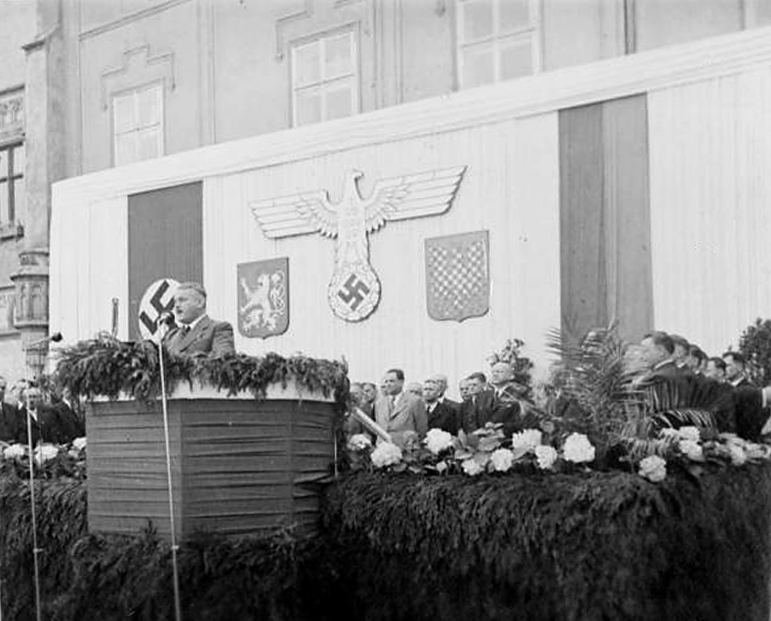
Jaroslav Krejčí jako předseda vlády při projevu z tribuny v Táboře (1942)

Za druhé republiky působil v období od 1. prosince 1938 do 15. března 1939 jako ministr spravedlnosti ve vládě Rudolfa Berana. Současně působil, byť jen krátce, též jako předseda ústavního soudu.
Funkci ministra spravedlnosti zastával i za protektorátu v Beranově druhé vládě a ve vládě Aloise Eliáše (15. března 1939 – 19. ledna 1942). Kromě toho přechodně působil v čele ministerstva zemědělství (1940) a jako místopředseda vlády.
V období od 19. ledna 1942 do 19. ledna 1945 působil již jako předseda protektorátní vlády. Zároveň nadále zastával i funkci ministra spravedlnosti. Obdržel protektorátní vyznamenání – Svatováclavskou orlici I. stupně se zlatým věncem. Patřil k přátelům prezidenta Emila Háchy, který Krejčího ve své politické závěti z roku 1943 doporučil za svého nástupce v úřadu státního prezidenta Protektorátu Čechy a Morava.

### Poválečné období a věznění
Po osvobození Československa byl zatčen. Dne 31. července 1946 Národní soud po tříměsíčním, často dramatickém jednání vynesl rozsudky nad některými členy protektorátní vlády, mimo jiné i nad Jaroslavem Krejčím. Prokurátor František Tržický pro něj požadoval trest smrti, ale soud mu nakonec vyměřil 25 let vězení za kolaboraci s německými okupanty. Vláda se k rozsudkům vyjádřila 6. srpna 1946, netajila se zklamáním nad nízkými tresty, respektovala však nezávislost Národního soudu a právoplatnost jeho výroku. Na tom se shodl i nekomunistický tisk, KSČ se ale několik týdnů domáhala revize rozsudku a požadovala tvrdší tresty. Zbytek života strávil ve vězeních v Praze, Plzni, na Mírově a v Leopoldově, odkud byl v roce 1956 převezen v důsledku zhoršení zdravotního stavu do vězeňské nemocnice Praha-Pankrác, kde zemřel.
Urna s popelem byla nejprve u jeho manželky (Krejčí se oženil 1915 s Zdenkou Dudovou a měli spolu jednoho syna Jaroslava (1916–2014), který se jako sociální demokrat účastnil protinacistického odboje s vědomím otce) a po její smrti 9. dubna 1976 byl jeho popel spolu s jejím rozptýlen na Vinohradském hřbitově v Praze.

## Zajímavost
Jaroslav Krejčí před druhou světovou válkou zakoupil pro své rodiče jednoposchoďovou cihlovou vilu v Lomené ulici č. 1478 (na pozemku č. 499/1) ve vesnici Ládví u Prahy. V roce 1946 po vynesení rozsudku vila propadla státu. Ministerstvo vnitra ji od padesátých let využívala jako jeden z konspiračních objektů a např. od března do července 1966 ve vile tajně přebýval Ernesto Che Guevara.

## Odraz v kultuře
V počítačové hře Hearts of Iron IV je Jaroslav Krejčí vůdcem fašistické strany.

## Dílo
Jako monografie vydal:
- Moc nařizovací a její meze (1923)
- Delegace zákonodárné moci v moderní demokracii (1924)
- Promulgace zákonů, její vztah k sankci, publikaci a soudcovském zkoumání zákonů (1926)
- Nařízení contra legem (1927)
- Právní povaha podpisu presidenta republiky na zákonech (1927)
- Základní práva občanská a rovnost před zákonem (1929)
- Zásada právnosti státních funkcí a zásada zákonnosti správy (1931)
- Principy soudcovského zkoumání zákonů v právu československém (1932)
- Zpětná působnost zákonů z hlediska práva ústavního (1934)
- Problém právního postavení hlavy státu v demokracii (1935)
- právně teoretická studie Právní jevy v čase (1937)
- O tak zvané sanaci vadných právních aktů (1937)
- Zmocňovací zákon a ústavní soud (1939)